# Projeto CaRINA
Projeto CaRINA (Carro Robótico Inteligente para Navegação Autônoma) é um projeto brasileiro de desenvolvimento de um veículo autônomo inteligente capaz de navegar em ambientes urbanos sem a necessidade de um condutor humano . Trata-se de um projeto de pesquisa acadêmica desenvolvido desde 2010 pelo Laboratório de Robótica Móvel da Universidade de São Paulo- Campus São Carlos.  

## CaRINA 1
O projeto foi iniciado em 2010 com a aquisição do veículo elétrico CaRINA 1. Em outubro de 2010 o CaRINA 1 realizou os primeiros testes de condução autônoma no Campus 2 da USP/SC. Desde então foram obtidos diversos resultados práticos nas áreas de: navegação robótica, visão computacional, fusão de sensores, controle, entre outras.

## CaRINA 2
Em julho de 2011 foi adquirido o CaRINA 2 (Fiat Palio Adventure Dualogic), que possibilita testes experimentais em situações de trânsito urbano e em maior velocidade. Em abril de 2012 foram realizados os primeiros testes de controle computacional (drive by wire) do CaRINA 2.
Em setembro de 2012 o veículo foi testado nas ruas do campus 2 da USP/SC, com controle 100% autônomo.
No dia 22 de outubro de 2013, o CaRINA 2 realizou uma demonstração pública de navegação autônoma nas ruas de São Carlos. Durante a demonstração, o veículo percorreu  avenidas da cidade, identificando pedestres e obstáculos . Acredita-se que este seja o primeiro teste de um veículo autônomo em vias públicas (com devida autorização) na América Latina  . A operação contou com o apoio das Secretarias Municipais de Transporte e Trânsito, e de Desenvolvimento Sustentável, Ciência e Tecnologia de São Carlos.